# 毕节大曲
毕节大曲，简称毕大曲，是中华人民共和国贵州省毕节产的浓香型白酒。抗日战争期间，为了保证有限的汽油用于抗战第一线，云南公路总局、恒裕车行、中央机器等厂家改装产出了木炭车、酒精车、桐油车以及煤油车等代用燃料汽车用于西南大后方。为保燃料供应，国民政府同时于滇、贵、川设立酒精厂；其中川滇公路运输管理局于1942年整合毕节酒坊，成立酒精厂(为毕节大曲酒厂前身)以支援抗战。1945年二战结束，酒精厂开始兼酿白酒；至1953年，转产白酒。1957年酒厂派员赴泸州大曲酒厂学艺，次年毕节大曲问世。 大跃进至文化大革命期间为扩大茅台生产而推行茅台异地生产试验，酒厂曾短暂承担部分此项政治任务，但未成功，产品仍为浓香型，但因汲取了茅台工艺，提升了品质。1976、1983年获贯州名酒称号；1986年被评为责州名酒，获银樽奖：1988年获首届中国食品博览会银奖。